# Jędruszkowce
Jędruszkowce lub Andruszkowce – wieś w Polsce położona w województwie podkarpackim, w powiecie sanockim, w gminie Sanok.
W latach 1975–1998 miejscowość administracyjnie należała do województwa krośnieńskiego.

## Historia
Wieś Jędruszkowce została lokowana w 1438 pod nazwą Hindrzichowcze. Do 1772 wieś należała administracyjnie do ziemi sanockiej województwa ruskiego. Od 1772 należała do cyrkułu leskiego, a następnie sanockiego. W XVIII i XIX wieku większość mieszkańców nosiła nazwiska „Starego”, „Jakubowski” i „Gliściak”. Własność szlachecka.
Wieś należała do dóbr rodziny Ścibor–Rylskich. W połowie XIX wieku właścicielem posiadłości tabularnej w Jędruszkowcach był Ludwik Rylski. Po reformie administracyjnej w 1864, powiat sądowy sanocki, gmina wiejska Sanok w Galicji. W drugiej połowie XIX wieku właścicielką ziemską w Jędruszkowcach była Leopoldyna Horodyńska. W 1898 wieś liczyła 225 osób zamieszkujących 38 domów. Na początku XX wieku właścicielem dóbr tabularnych był Eustachy Rylski.
W 1921 nastąpiła konwersja wyznania na obrządek łaciński, kiedy to właściciel rozdzielał i sprzedawał ziemię. Wierni kościoła rzymskokatolickiego należą do parafii Wszystkich Świętych w Dudyńcach.